# Patricia Guerrero
Patricia Guerrero (Bucaramanga, 28 de mayo de 1956) es una abogada, exjueza y activista feminista colombiana. Comprometida en la lucha contra la violencia de género y los derechos humanos fue la primera abogada en Colombia que denunció la violación dentro del matrimonio. Como activista, también ha luchado para descriminalizar el aborto, especialmente en los casos de embarazo tras la violación. En 1999, fundó la Liga de Mujeres Desplazadas (LMD) que acogió a decenas de mujeres y niños víctimas del desplazamiento forzado, y en 2003 la Ciudad de las Mujeres. Guerrero es abogada penalista especializada en Derecho Internacional Humanitario por lo que también ha impulsado denuncias de al menos un centenar de casos de violencia sexual y desplazamiento ante la Fiscalía. Sus litigios lograron que la Corte Constitucional ordenara protección especial a las mujeres desplazadas. Actualmente es consejera del Fondo Global para las Mujeres.

## Biografía
Nació en Bucaramanga, Departamento de Santander Sur. Estudió el bachillerato y fue a la universidad en Bogotá. Es egresada de la Universidad Externado de Colombia y doctora en Derecho con especializaciones en Derecho Penal, Derechos Humanos y Derecho Humanitario. Es fundadora y directora de la LMD, una organización independiente sin ánimo de lucro que aboga por la restitución de los derechos fundamentales que las mujeres desplazadas no tienen debido al conflicto armado en Colombia.
Como abogada comprometida con la defensa de los Derechos Humanos, representa a la organización ante la Comisión Interamericana de Derechos Humanos (CIDH) y el gobierno colombiano. Dirige el alcance internacional de la organización, con enlaces como la Red Global para Constructores de la Paz de la Mujer, la Asociación por los Derechos de la Mujer en el Desarrollo y la Red de Mujeres Defensoras de Derechos Humanos de Mesoamérica.
Inicialmente, fue un miembro clave en el informe sobre la "Investigación sobre Violencia de Género en Mujeres Desplazadas por el Conflicto Armado en Cartagena", apoyada por el Comité Internacional de Rescate.
Durante los años 1999 y 2000 participó activamente para la aprobación de la resolución 1325 del Consejo de Seguridad de las Naciones Unidas y para su implementación en Colombia. Entre los años 2002 y 2010 recibió varias amenazas por su trabajo por parte de grupos paramilitares, entre ellos Las Águilas Negras y el ERPAC.
En el año 2003, logró medidas cautelares de protección para la LMD y su Liga Joven en la CIDH y que, por primera vez, los hechos de desprotección y violencia de género, particularmente la violencia contra defensoras de Derechos Humanos en Colombia, tuviera un seguimiento desde el organismo. En 2007, logró en el Auto 200 que la Corte Constitucional de Colombia reclamara del Estado un programa de protección para las mujeres desplazadas. En 2008, consiguió otro auto de protección especial para lideresas de la LMD y en 2009 todas las mujeres de la LMD fueron protegidas por 13 programas derivados del Auto 092 de 2008. 
En el año 2006, fundó la Liga Joven de la LMD y el Observatorio de Género, Democracia y Derechos Humanos.
El 25 de mayo de 2015, el Día Internacional contra el Desarmamentismo, cruzó en un grupo de treinta mujeres activistas y defensoras de derechos humanos de los cinco continentes la Zona Demarcada Militarmente entre Corea del Norte y Corea del Sur, la frontera más peligrosa del planeta. La acompañaban dos premios Nobel de la Paz, Mairead Maguire, de Irlanda, y Leimah Gbowee, de Liberia, así como la escritora norteamericana y feminista Gloria Steinem.
En 2015, Guerrero coprotagonizó el documental de la periodista Lula Gómez Mujeres al frente. La ley de las más nobles, sobre la lucha de las mujeres colombianas que reclaman desde sus diferentes lugares y vivencias una sociedad más justa e igualitaria junto con Mayerlis Angarita, Beatriz Montoya, Luz Marina Bernal, Luz Marina Becerra, Vera Grabe y Nelly Velandia.

### Creación de la Liga de las Mujeres Desplazadas
En 1998, después de un año viviendo en California (Estados Unidos) junto a su familia, contra la que pesaban amenazas de secuestro, trasladó su residencia a Cartagena de Indias. Allí entró en contacto con mujeres desplazadas a causa de la guerrilla, el narcotráfico y los paramilitares y en 1999 fundó la Liga de las Mujeres Desplazadas, una organización de base conformada por mujeres, muchas de ellas jóvenes, viudas y/o madres cabeza de familia, de diversas razas y culturas, que, en el marco del conflicto armado colombiano, han sido víctimas del delito de desplazamiento forzado.
En el año 2003 logró una beca de estudios en la Universidad de Columbia, en el programa de derechos humanos para activistas de derechos humanos: Human Rights Advocacy Training Program. Presentó tres proyectos, por un monto de trescientos mil dólares: el inicio del trabajo de documentación de casos de violencia sexual, así como el proyecto de fortalecimiento organizativo y el de construcción de tres centros multifuncionales. Los tres proyectos fueron aprobados adicionalmente con la visita del grupo a Washington D. C. y entrevista con uno de los asesores del senador demócrata Patrick Leahy, el señor Tim Rieser, consiguió quinientos mil dólares adicionales con los que inició el proyecto de vivienda “Sueño de vida digna”, que posteriormente llegó a ser la Ciudad de las Mujeres.
La “Ciudad de las Mujeres" se fundó en marzo de 2003 en Tubarco, a 11 kilómetros de Cartagena, en la zona de El Talón, en el departamento de Bolívar convertido en el hogar de más de 500 mujeres y sus hijos. La "Ciudad de las Mujeres", explica Guerrero, es más que un grupo de casas, es "una estrategia de resistencia pacífica de mujeres negras, indígenas desplazadas, de las pobres entre las pobres, que han demostrado al Estado que sí podemos hacer las cosas.” Para empezar a paliar su situación ante los problemas del país -narcotráfico, guerrilla, paramilitares, tráficos varios (armas, mujeres, piedras preciosas)- pensó en crear una ciudad solo para ellas, un lugar levantado ladrillo a ladrillo por las féminas. Se trataba de darles una vivienda para que pudieran empezar una nueva vida donde ellas dibujasen su futuro. Las dueñas son ellas. Caben hombres, pero solo si aceptan sus normas de no violencia, negociación y solidaridad. Como parte de la Ciudad de las Mujeres, también se ha establecido una cooperativa y un fondo de crédito. La Ciudad de las Mujeres se finalizó en el 2006.
La Corte Constitucional estudió la grave inconstitucionalidad que se comete con las desplazadas, y ordenó en abril el diseño de políticas públicas para atender y reparar a un grupo de 600 mujeres.[cita requerida]

## Reconocimientos
Ha recibido el Premio a los Derechos Humanos otorgado por Sofasa Renault en Colombia, Mención Especial del Jurado del Premio Nacional de la Paz en Colombia, Mención Especial del Jurado del Rey de España y un reconocimiento por el Congreso de los Estados Unidos Por el Fondo Nacional para la Democracia. Su trabajo en defensa de los derechos de las desplazadas del país y de las víctimas de la violencia fue reconocido en junio de 2008 por la Fundación Global para las Mujeres en una cena de gala en Nueva York.
Nominada entre los 30 mejores líderes de Colombia en 2012.